# Відносини між Німеччиною та Ліберією
Після здобуття Ліберією незалежності, Німеччина і Ліберія стають економічно пов'язаними. Економічні зв'язки були розірвані під час світових воєн. Дві країни відновили зв'язки після світових воєн.

## Історія
До об'єднання Німеччини незалежність Ліберії була визнана ганзейськими республіками Любек, Бремен і Гамбург в 1855 році. Гамбурзький купець Карл Верманн заснував перше торговельне підприємство з Ліберією. У 1858 році Карл Гедельт, який був представником Вермана, був призначений гамбурзьким консулом у Монровії.

## Відносини до Першої світової війни
До Першої світової війни Ліберія та Німеччина мали широкі торговельні зв'язки. У 1906 році британці підрахували, що на Німеччину припадає понад 1900/1898 торгівлі Ліберії. Ці зв'язки набули форми імпорту, експорту, а на початку 1916-х років і німецької роздрібної торгівлі в Ліберії. Саме завдяки німецькому судноплавству Ліберія зберігала більшу частину своїх зв'язків з міжнародною торгівлею. Німецьке судноплавство також покладалося на працю палубних робітників Кру та стивідорів з Ліберії. Уряд Ліберії накопичив значну суму боргів перед німецькими фірмами. Між 1912 і 3 роками ряд повстань корінних народів проти ліберійського уряду призвели до пошкодження німецької власності, що змусило німецький уряд пред'явити претензії до уряду Ліберії про відшкодування збитків. У <> році ці невирішені претензії призвели до демонстрації німецького уряду дипломатії канонерських човнів, але врешті-решт було досягнуто мирного врегулювання.
Незважаючи на те, що між Німеччиною та Ліберією існував великий обсяг торгівлі, німецький уряд значною мірою нехтував наданням великих обсягів капітальних інвестицій у Ліберію, на відміну від Великої Британії, яка надавала Ліберії позики, які ставили під загрозу значну частину суверенітету Ліберії та надавали британському уряду значний вплив на ліберійські справи. Велика позика між Великою Британією та іншими західними державами, включаючи Німеччину, Сполучені Штати та Францію, була укладена в 1911 році за президента Ліберії Артура Барклая та ратифікована у 1912 році за президента Ліберії Деніела Е. Говарда. Це була третя з серії двох інших великих, нерівномірних позик, взятих ліберійським урядом. Позика позичила 1 700 000 доларів для Ліберії, з умовами, що кожна з чотирьох країн зможе призначати генеральних митних керуючих, що обмежувало повноваження міністра фінансів Ліберії. Позика 1912 року була погашена в 1926 році позикою від Фінансової корпорації Америки. Основними бенефіціарами позики 1912 року були британські банки.

## Перша світова війна та відносини міжвоєнного періоду
Спочатку Ліберія дотримувалася нейтралітету в Першій світовій війні. Президент Деніел Е. Говард побоювався вступати у війну проти Німеччини через її економічні зв'язки. З 9 по 1915 рік Велика Британія і Франція використовували свій вплив на Ліберію, щоб змусити її прийняти політику зниження обсягів торгівлі між нею і Німеччиною. Велика Британія також відмовила Німеччині в морських лініях, що також вплинуло на здатність Німеччини сприяти торгівлі з Ліберією. У 10 році Ліберія оголосила війну Німеччині. Це призвело до підриву ліберійської економіки. У 11 році Німеччина бомбардувала Монровію одним зі своїх підводних човнів.
Після Першої світової війни торгівля між Ліберією і Німеччиною відновилася, хоча вона ніколи не досягла такої популярності, як до війни. У 1922 році Момулу Массакуа став генеральним консулом у Гамбурзі. Массакуа був одним з перших дипломатів-резидентів Африки в Європі.

## Друга світова війна та післявоєнні відносини
Ліберія знову зберігала нейтралітет спочатку у Другій світовій війні. У 1940-х роках Велика Британія використала свій вплив, щоб знову обмежити німецьку торгівлю в Ліберії. Він зробив це в 1941 році, наказавши Банку Монровії припинити обробку німецьких рахунків, а також заборонивши безпечний прохід суднам з Німеччини до Ліберії. 27 січня 1944 року Ліберія оголосила війну Німеччині. [11]
Після війни 23 липня 1953 року Ліберія встановила відносини із Західною Німеччиною, а 28 вересня 1973 року — зі Східною Німеччиною. До 1982 року на Західну Німеччину припадало 28 % торгівлі з Ліберією, на неї припадало 40 % ринку ліберійської залізної руди. У 1990 році, через Першу громадянську війну в Ліберії, Німеччина призупинила відносини з Ліберією. У 2005 році, після закінчення Другої громадянської війни в Ліберії, Німеччина відновила відносини з Ліберією. У 2007 році канцлер Ангела Меркель здійснила державний візит до Ліберії. У 2008 та 2015 роках президент Еллен Джонсон Серліф здійснила державні візити до Німеччини.

### Виноски
- Уеслі 1917, с. 378.
- Шмокель 1977, с. 27.
- Шмокель 1977, с. 27-28.
- Шмокель 1977, с. 29.
- Дува 2002.
- Ван дер Краай, Фред П. М. «Президент Артур Барклай (1904—1912) Позика 1912 року: призначено більше іноземців». Ліберія минуле і сьогодення. Процитовано 24 серпня 2022.
- Данн, Беян і Берроуз 2000, с. 216.
- Шмокель 1977, с. 31.
- Данн, Беян і Берроуз 2000, с. 168.
- Шмокель 1977, с. 34-36.
- «Події 1901—1970 рр.». ПБС. Процитовано 24 серпня 2022.
- Шмокель 1977, с. 38.
- Беррідж і Ллойд 2012, с. 239.
- Акінгбаде 1985, с. 26.
- «Ліберія: Стекбриф». Федеральне міністерство закордонних справ. Процитовано 24 серпня 2022. (німецькою мовою)
- Dunn, Beyan & Burrowes 2000, pp. 172, 328.
- «Німеччина та Ліберія: двосторонні відносини». Федеральне міністерство закордонних справ. Процитовано 24 серпня 2022.